# Joel Lynch
Joel Lynch, född 3 oktober 1987, är en engelskfödd walesisk fotbollsspelare som spelar som försvarare för emiratiska Precision. Lynch moderklubb är Brighton & Hove Albion och han har även spelat för Nottingham Forest, Huddersfield Town, Queens Park Rangers, Sunderland och Crawley Town.

## Karriär
Den 7 september 2021 värvades Lynch av League Two-klubbenCrawley Town, där han skrev på ett kontrakt till den 3 januari 2022.
I september 2023 gick Lynch till Precision i emiratiska fjärdedivisionen.